# Unione Sportiva Sestese 1933-1934
Questa pagina raccoglie i dati riguardanti l'Unione Sportiva Sestese nelle competizioni ufficiali della stagione 1933-1934.

## Rosa
| N. |                   | Ruolo | Calciatore        |
| -- | ----------------- | ----- | ----------------- |
|    | Italia (bandiera) | D     | Anselmo Anselmini |
|    | Italia (bandiera) | P     | Rino Cappelli     |
|    | Italia (bandiera) | A     | Giovanni Crenna   |
|    | Italia (bandiera) | C     | Bartolomeo Creola |
|    | Italia (bandiera) | D     | Antonio Crugnola  |
|    | Italia (bandiera) | C     | Pietro Furlani    |
|    | Italia (bandiera) | C     | Geraldi           |

| N. |                   | Ruolo | Calciatore        |
| -- | ----------------- | ----- | ----------------- |
|    | Italia (bandiera) | D     | Enrico Milani     |
|    | Italia (bandiera) | D     | Riccardo Moroni   |
|    | Italia (bandiera) | D     | Roberto Pallavera |
|    | Italia (bandiera) | C     | Perucco (I)       |
|    | Italia (bandiera) | A     | Perucco (II)      |
|    | Italia (bandiera) | A     | Bruno Tamborini   |
|    | Italia (bandiera) | A     | Varalli           |